# Richard Gerstl
Richard Gerstl (Viena, 14 de setembro de 1883 - Viena, 4 de novembro de 1908) foi um pintor austríaco, adscrito ao expressionismo. 
Iniciou-se num estilo modernista, em sintonia com a Sezession vienesa, com influência de Gustav Klimt, mas desde 1905 iniciou uma linha mais pessoal, próxima ao expressionismo. 
Realizou retratos de grande introspecção psicológica, como os efetuados à família do compositor Arnold Schönberg, que era amigo seu. Mudou-se para o seu apartamento e entabulou um romance com Mathilde, a mulher do compositor, que abandonou o seu marido fugindo com ele. Ao regressar a Schönberg em outubro de 1908, Richard queimou grande parte da sua obra e cartas. Em  4 de novembro enforcou-se no seu estúdio .
A sua obra caiu no esquecimento até a década de 1930, em que foi reivindicada pelo marchand Otto Kallir.
Das 66 pinturas e os oito desenhos classificados que sobreviveram, muitos se acham no Museu Leopold de Viena.